# Семейное дело (фильм, 2024)
«Семейное дело» (англ. A Family Affair) — американская романтическая комедия режиссёра Ричарда Лагравенезе по сценарию Кэрри Соломон. Главные роли в фильме исполнили Николь Кидман, Зак Эфрон, Джоуи Кинг, Лайза Коши, Кэти Бейтс и Ширли Маклейн.
Премьера фильма состоялась 28 июня 2024 года на Netflix.

## Сюжет
Зара работает ассистенткой у кинозвезды Криса Коула. Когда выходки отъявленного ловеласа и нарцисса окончательно изматывают Зару, она решает уволиться. Однако вскоре она обнаруживает, что её попытка порвать отношения с кинозвездой, возможно, была напрасной, поскольку он начал встречаться с её овдовевшей матерью.

## В ролях
- Зак Эфрон — Крис Коул
- Джоуи Кинг — Зара
- Николь Кидман —  Брук Харвуд
- Лайза Коши — Эжени
- Кэти Бейтс — Лейла Форд
- Ширли Маклейн

## Производство
Съёмки фильма прошли в Атланте с августа по октябрь 2022 года. В актёрский состав вошли Николь Кидман, Зак Эфрон, Джоуи Кинг, Лайза Коши, Кэти Бейтс и Ширли Маклейн. В марте 2024 года появилась информация, что Николь Кидман вернулась на съёмочную площадку, чтобы снять несколько дополнительных сцен вместе с Заком Эфроном и Ширли МакЛейн в Малибу.
Премьера фильма была запланирована на Netflix на 17 ноября 2023 года. Однако премьера была перенесена из-за забастовки SAG-AFTRA в связи со сложностями промоушена фильма. Премьера фильма состоялась 28 июня 2024 года на Netflix.

## Восприятие
На сайте-агрегаторе рецензий Rotten Tomatoes 36 % из 98 рецензий критиков положительные, со средней оценкой 4,8/10. Консенсус сайта гласит: «Несмотря на долгожданное возвращение Зака Эфрона и Николь Кидман на территорию романтических комедий, „Семейное дело“ слишком сильно конфликтует со своей собственной тональностью, чтобы выйти за пределы многочисленных клише». Томрис Лаффли из Variety раскритиковала фильм по разным аспектам: от актёрской игры, в которой «мало химии», до режиссуры, которая была «странно жёсткой и скучной». Полина Николайчук (Film.ru) оценила фильм на 5 баллов из 10. По её мнению, «фильм оставляет странное послевкусие не самой плохой работы, но чего-то совершенно сырого — недостаточно смешного, чтобы засесть в памяти, недостаточно романтического, чтобы расчувствоваться».